# Peucetia longipalpis
Peucetia longipalpis es una especie de araña lince del género Peucetia, de la familia Oxyopidae, orden Araneae. Fue descrita por F. O. Pickard-Cambridge en 1902.
Se distribuye por América: desde Estados Unidos hasta Venezuela. Fue publicada en Arachnida-Araneida and Opiliones. In: Biologia Centrali-Americana, Zoology. London 2: 313-, 424.